# Be My Venus
「Be My Venus」（ビー・マイ・ヴィーナス）は、渚のオールスターズの楽曲。1988年7月1日にCBS/SONY RECORDSから1枚目のシングルとして発売された。

## 解説
「Nagisa No Cassette Vol.2」からのシングル・カット。1988年8月24日放送フジテレビ系「夜のヒットスタジオDELUXE」に初出演、同曲を披露した。
カップリング曲の「THE SEASON IN THE SUN」も同アルバムからのシングル・カットだが、歌詞が全編英語詞に変更されているなどアルバムに収録されているものとはアレンジが異なっている。

## 12インチ・シングル
1988年7月21日にCBS/SONY RECORDSからCDシングル（12EH8059）で発売。名称は「By My Venus (Long Version)」。
この12インチ・シングル盤には新曲「Memories」が収録されている。

## 収録曲
| 全作詞: 亜蘭知子、全作曲・編曲: 織田哲郎。 |                                                               |           |            |                                                |      |
| #                                          | タイトル                                                      | 作詞      | 作曲・編曲 | ボーカル                                       | 時間 |
| 1.                                         | 「Be My Venus」                                               | 亜蘭知子  | 織田哲郎   | 前田亘輝 織田哲郎 栗林誠一郎 亜蘭知子 伊藤一義 | 4:41 |
| 2.                                         | 「THE SEASON IN THE SUN (English Disco Version)」(原曲：TUBE) | 亜蘭知子  | 織田哲郎   | 織田哲郎                                       | 4:36 |
| 合計時間:                                  | 合計時間:                                                     | 合計時間: | 9:17       |                                                |      |

| 全作詞: 亜蘭知子、全作曲・編曲: 織田哲郎。 |                                                              |           |            |                                                |      |
| #                                          | タイトル                                                     | 作詞      | 作曲・編曲 | ボーカル                                       | 時間 |
| 1.                                         | 「Be My Venus (Long Version)」                               | 亜蘭知子  | 織田哲郎   | 前田亘輝 織田哲郎 栗林誠一郎 亜蘭知子 伊藤一義 | 6:40 |
| 2.                                         | 「Memories」(原曲：TUBE)                                     | 亜蘭知子  | 織田哲郎   | 前田亘輝 織田哲郎 栗林誠一郎                   | 2:21 |
| 3.                                         | 「THE SEASON IN THE SUN (English Long Version)」(原曲：TUBE) | 亜蘭知子  | 織田哲郎   | 織田哲郎                                       | 6:21 |
| 合計時間:                                  | 合計時間:                                                    | 合計時間: | 15:22      |                                                |      |

## タイアップ
Be My Venus
- JR四国イメージ・ソング

## 収録アルバム
- Nagisa No Cassette Vol.2 (#1)
- TUBEst (#1)
- The Best of NAGISA NO ALLSTARS (#1)
- 渚できくラブ・ソング (SRCL-1924) (#1)